# 마양저주시
마양저수지(馬養貯水地)는 조선민주주의인민공화국 함경북도 무산군에 있는 저수지이다.
차유리와 마양노동자구 사이에 위치해 있으며, 1937년 두만강의 제1지류 성천수를 막아 건설했다.